# Strontium Dog and the Death Gauntlet
Pour les articles homonymes, voir Strontium Dog (homonymie).
Strontium Dog and the Death Gauntlet est un jeu vidéo de type shoot 'em up en deux dimensions à défilement latéral, développé et édité par Quicksilva sur Commodore 64. C'est une adaptation du comics Strontium Dog,.

## Système de jeu
Strontium Dog and the Death Gauntlet est un jeu vidéo de type shoot 'em up en deux dimensions à défilement latéral,.